# Ficus costaricana
Ficus costaricana là một loài thực vật có hoa trong họ Moraceae. Loài này được (Liebm.) Miq. mô tả khoa học đầu tiên năm 1867.